# Anthem (kyrkomusik)
Anthem (ursprung från grekiska antifona, till anti, emot, och foné, ljud, ton) är inom den anglikanska kyrkan en benämning på äldre kyrkokompositioner till bibliska texter, närmast av motettens typ. Liksom denna ombildades anthem under inflytande från monodien till kyrkokonsert och kantatmässiga former, dock utan att - som den tyska motsvarigheten - någonsin gå utanför bibelordets textliga ram.
Mot 1600-talets slut kan man särskilja tre typer: full anthems (anthem för kör), full anthems with verses (anthems för solist och kör) och verse anthems (anthems för solo) med eller utan instrumentalackompanjemang. Särskilt betydande tonsättare av anthems var Purcell och Händel. Texterna var vanligen på antingen engelska eller latin.